# 미케네 그리스어
미케네 그리스어는 기록된 가장 오래된 형태의 그리스어이다. 아직까지 가설로 남아 있는 도리스인의 침입 이전 기원전 16 ~ 12세기 미케네 문명기에 그리스 본토와 크레타섬, 키프로스섬에서 쓰였다. 미케네 그리스어는 기원전 14세기 이전 크레타섬에서 처음 나타나는 선문자 B로 된 기록으로 남아 있다. 대부분의 기록은 크레타섬 중부의 크노소스와 펠로폰네소스반도 서남부의 필로스에서 출토된 점토판에 새겨져 있다. 그 밖에 미케네, 티린스, 테베, 크레타섬 서부의 하니아에서도 점토판이 발견되었다. 미케네 그리스어라는 이름은 미케네 문명의 중심지 중 하나였던 도시인 미케네에서 따왔다.
선문자 B 점토판은 오랫동안 해독되지 않았으며 어떤 언어로 적혔는지를 두고 추측이 난무했다. 마침내 1952년에 마이클 벤트리스가 선문자 B 해독에 성공한다.
점토판에 새겨진 글은 대부분 목록과 물자 분류표이다. 산문, 신화, 운문은 전혀 남지 않았다. 그렇지만 남아 있는 기록을 통해서도 점토판을 만든 사람들과 그리스 암흑기 이전 미케네 문명기 그리스에 대해 많은 것을 알 수 있다.

## 문자

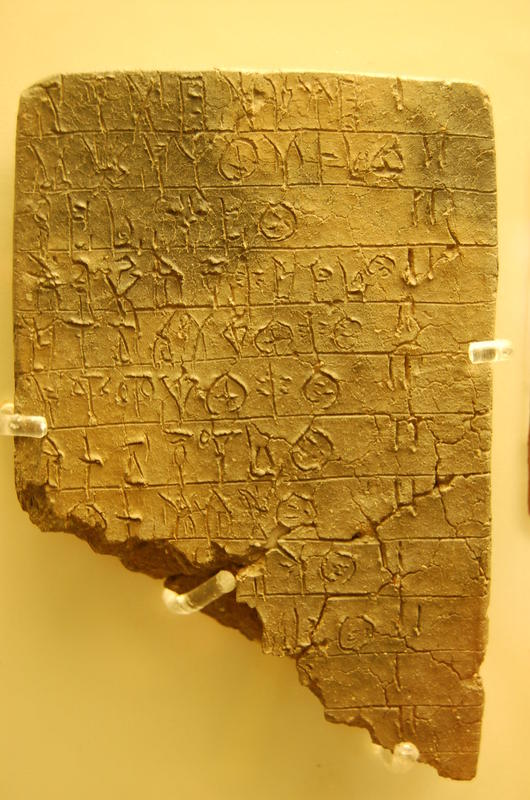
선문자 B로 적힌 미케네 그리스어 명문. 미케네 고고학 박물관.

미케네어는 약 200개의 음절문자와 표어문자로 이루어진 선문자 B로 기록되었다. 선문자 B는 미해독된 미노아어를 적기 위해 만들어진 선문자 A를 변형해 만든 것이기 때문에 미케네어의 소리를 완전히 나타내지 못한다. 미케네어에 나타나는 수많은 음절을 적기에 선문자 B의 음절문자는 그 수가 모자라기 때문이다.
따라서 다음과 같이 표기법을 단순화해야 했다.
- 치음 d, t를 제외하면 유성음·무성음·무기음을 구별하지 않고 똑같이 표기했다. 예컨대 𐀁𐀒 ‹e-ko›는 ‘egō’(‘나’)도 될 수 있고 ‘ekhō’(‘나는 가진다’)도 될 수 있다.
- 자음 앞의 m, n과 음절말의 l, m, n, r, s는 생략했다. 𐀞𐀲 ‹pa-ta›는 ‘panta’(‘모든’)을 나타내고, 𐀏𐀒 ‹ka-ko›는 ‘khalkos’(‘구리’)를 나타낸다.
- 자음군을 나타내려면 중간에 가상의 모음이 있는 것처럼 표기해야 했다. 𐀡𐀵𐀪𐀚 ‹po-to-ri-ne›는 ‘ptolin’(고대 그리스어: πόλιν pólin 또는 πτόλιν ptólin ‘도시’(대격))을 나타낸다.
- 유음 r과 l을 구별하지 않았다. 예컨대 𐀣𐀯𐀩𐀄 ‹qa-si-re-u›는 ‘gʷasileus’(고대 그리스어: βασιλεύς basileús ‘왕’)을 나타낸다.
- 일반적으로 h는 표시하지 않았다. 𐀀𐀛𐀊 ‹a-ni-ja›는 ‘hāniai’ (‘고삐들’)을 나타낸다.
- 모음의 길이를 구별하지 않았다.
- ‘z’로 흔히 표기되는 자음은 *dy와 어두의 *y, *ky, *gy를 나타낼 가능성이 크다.[4]
- ‹q-› 는 양순연구개음 kʷ, gʷ, 그리고 몇몇 고유명사에서 kʷʰ를 나타냈다.[4] 𐀣𐀄𐀒𐀫 ‹qo-u-ko-ro›는 ‘gʷoukoloi’(고대 그리스어: βουκόλοι boukóloi, ‘소떼’)이다.
- 자음 앞의 어두 s는 생략했다. 𐀲𐀵𐀗 ‹ta-to-mo›는 σταθμός stathmós(‘자리’)를 나타낸다.
- 자음의 길이를 구분하지 않았다. 𐀒𐀜𐀰 ‹ko-no-so›는 ‘Knōsos’(고대 그리스어: Κνωσσός Knōssós, ‘크노소스’)를 나타낸다.

한 글자가 여러 음가를 갖지는 않지만, 여러 글자가 같은 음가를 가지는 경우는 있다. 긴 단어는 중간이나 마지막 글자가 생략되기도 한다.

## 음운론
|        |        | 양순음 | 치음 | 경구개음 | 연구개음 | 연구개음 | 성문음 |
| 기본   | 순음화 | 양순음 | 치음 | 경구개음 |          |          | 성문음 |
| ------ | ------ | ------ | ---- | -------- | -------- | -------- | ------ |
| 비음   | 비음   | m      | n    |          |          |          |        |
| 파열음 | 무성   | p      | t    | ts*      | k        | kʷ       |        |
| 파열음 | 유성   | b      | d    | dz*      | ɡ        | ɡʷ       |        |
| 파열음 | 유기   | pʰ     | tʰ   |          | kʰ       | kʷʰ      |        |
| 마찰음 | 마찰음 |        | s    |          |          |          | h      |
| 접근음 | 접근음 |        |      | j        |          | w        |        |
| 전동음 | 전동음 |        | r    |          |          |          |        |
| 설측음 | 설측음 |        | l    |          |          |          |        |

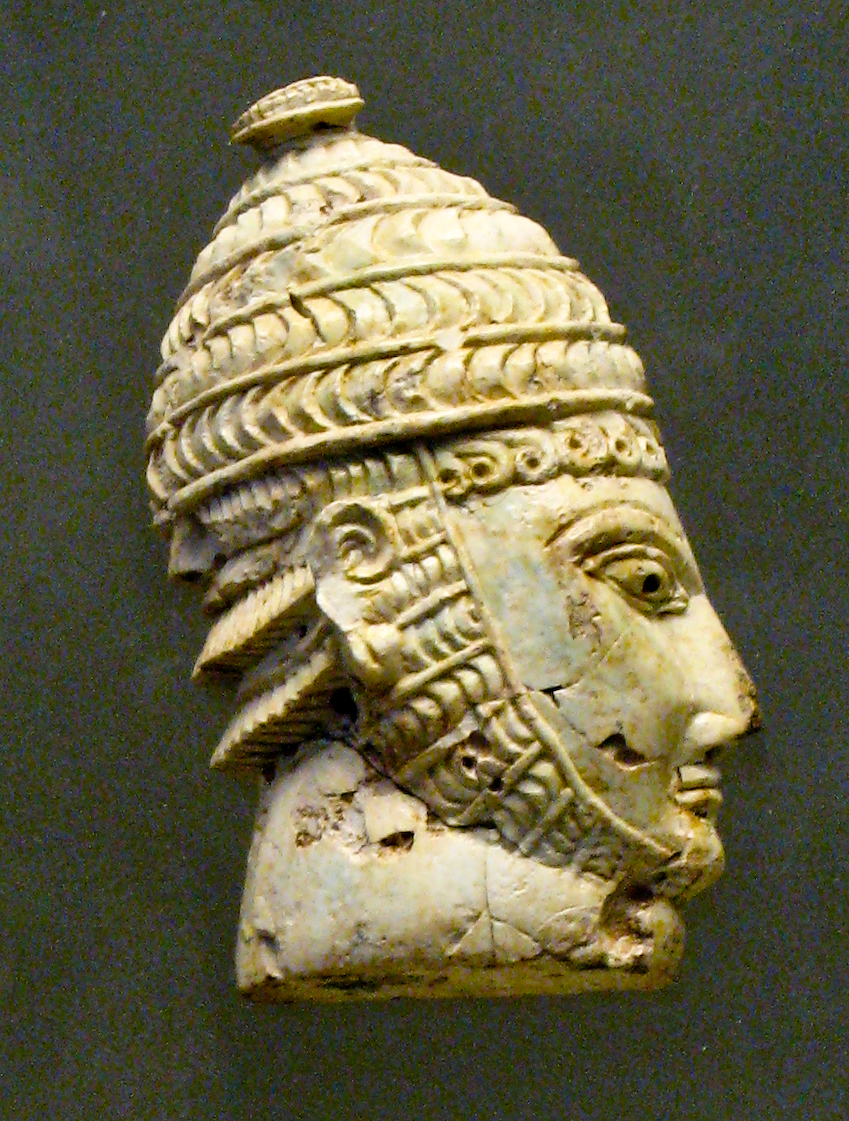
돼지 엄니 투구를 쓴 전사. 아테네 아크로폴리스의 미케네 시기 돌방무덤. 기원전 14 ~ 13세기.

미케네어는 훗날의 고대 그리스어에 나타나지 않는 인도유럽조어와 그리스조어의 특징을 여럿 보존하고 있다.
그 중 하나는 양순연구개음 계열 [ɡʷ, kʷ, kʷʰ]의 존재이다. 이 소리들은 ‹q›로 표기되며 고대 그리스어에서는 환경과 방언에 따라 /b, p, pʰ/, /d, t, tʰ/, 또는 /ɡ k kʰ/로 분화했다.
또다른 특징은 반모음 /j w/ 및 모음 사이 성문 마찰음 /h/의 존재이다. 이 소리들은 표준 아티케 그리스어에서는 모두 사라졌다. 다만 /w/는 몇몇 방언에서 살아남았고 디감마 ‹ϝ› 또는 베타 ‹β›로 표기되었다.
‹z›로 표기되는 소리의 실제 발음은 불분명하다. 위 표에서 별표로 나타낸 파찰음 /dz/ 또는 /ts/였을지도 모른다. 이 소리는 [kʲ], [ɡʲ], [dʲ] 및 일부 어두 [j]에서 왔으며 그리스 문자로는 ‹ζ›로 표기되었다. 아티케 그리스어에서는 많은 경우 [zd]로 발음되었을 가능성이 있지만 현대 그리스어에서는 [z]이다.
적어도 /a e i o u/ 5개의 모음이 존재했으며 장모음과 단모음의 구분이 있었다.
앞서 말했듯이 미케네 그리스어를 표기한 음절문자인 선문자 B는 매우 불완전하며 다음의 소리만을 구분할 수 있다. 반모음 ‹j w›, 공명음 ‹m n r›, 치찰음 ‹s›, 파열음 ‹p t d k q z›, (불완전하게) ‹h›. 유성·무성·무기 파열음은 모두 같은 기호로 표기된다. 단, ‹d›는 /d/를 나타내고 ‹t›는 /t/와 /tʰ/를 나타낸다. /r/과 /l/은 모두 ‹r›로 표기되고, /h/는 뒤에 /a/가 오지 않는 이상 표기되지 않는다.
자음과 모음의 길이는 표기에 드러나지 않는다. 대부분의 경우 선문자 B는 뒤에 모음이 오지 않는 자음을 나타낼 수 없다. 이러한 자음은 그냥 생략하거나, 뒤에 가상의 모음을 첨가해야 한다(뒤따르는 모음을 복사해 오는 경우가 많다). 더 자세한 내용은 위 문단을 참고하라.
따라서 선문자 B로 적힌 단어의 실제 발음은 알아내기 어려울 때가 많으며, 인도유럽조어 어원과 이후 그리스어에서의 형태 및 다양한 철자법을 통해 파악해야 한다. 이런 방법을 모두 동원해도 어떤 단어들의 발음은 확실히 알 수 없다. 특히 문맥을 통해 의미를 짐작할 수 없거나 이후 그리스어에서 나타나지 않는 단어일 경우에 그렇다.

## 형태론
명사는 7개의 격(주격, 속격, 대격, 여격, 호격, 도구격, 처격)과 3개의 수(단수, 쌍수, 복수)에 따라 굴절했다고 생각된다. 도구격과 처격은 이미 고대 그리스어 시기에 다른 격과 합쳐졌다. 현대 그리스어에는 주격, 대격, 속격, 호격만이 별개의 격으로 남아 있다. 형용사는 수식하는 명사의 격, 성, 수에 일치한다.
동사는 3개의 시제(과거시제, 현재시제, 미래시제)와 3개의 상(완료상, 완결상, 미완결상), 4개의 서법(직설법, 명령법, 가정법, 원망법), 3개의 태(능동태, 중간태, 수동태), 3개의 수(단수, 쌍수, 복수), 3개의 인칭(1인칭, 2인칭, 3인칭)에 따라 굴절했으며 부정형과 관형형이 있었다고 생각된다.
접두모음은 미케네 그리스어에서 거의 나타나지 않는다. 유일한 예외는 𐀀𐀟𐀈𐀐 ‹a-pe-do-ke›(PY Fr 1184)인데 이마저도 다른 곳에서는 접두모음 없이 𐀀𐀢𐀈𐀐 ‹a-pu-do-ke›(KN Od 681)로 나타난다. 호메로스의 작품에서 접두모음은 종종 생략된다.

## 그리스어로서의 특징
미케네어는 그리스어에 고유한 음운 변화를 겪었으므로 그리스어에 속하는 것으로 여겨진다.

### 음운론적 변화
- 어두와 모음 간 *s가 /h/로 변했음.
- 유성유기음이 무성음화됨.
- 성절 유음이 /ar, al/ 또는 /or, ol/로 변함. 성절 비음이 /a/ 또는 /o/로 변함.
- *kj, *tj는 모음 앞에서 /s/로 변함.
- 어두 *j가 /h/로 변하거나 z로 대체됨(정확한 음가 불명, [dz]일 가능성 있음).
- *gj, *dj가 z로 변함.

### 형태론적 변화
- 행위자 명사를 만드는 접사 -eus
- 3인칭 단수 접미사 -ei
- -e-en에서 축약된 부정형 접미사 -ein

### 어휘
- 그리스어에만 나타나는 단어:
  - 𐀣𐀯𐀩𐀄 ‹qa-si-re-u›, *gʷasileus(고대 그리스어: βασιλεύς basiléus, ‘왕’)
  - 𐀏𐀒 ‹ka-ko›, *kʰalkos (고대 그리스어: χαλκός chalkos, ‘구리’)
- 다른 언어에 나타나는 단어의 그리스어 형태:
  - 𐀷𐀩𐀏 ‹wa-na-ka›, *wanax(고대 그리스어: ἄναξ ánax, ‘군주, 왕, 지도자’)[9]
  - 𐀷𐀩𐀷 ‹wa-na-sa›, (고대 그리스어: ἄνασσα, ánassa, ‘여왕’)[10]
  - 𐀁𐀨𐀺 ‹e-ra-wo› 또는 𐀁𐁉𐀺 ‹e-rai-wo›, *elaiwon (고대 그리스어: ἔλαιον élaion, ‘올리브유’)
  - 𐀳𐀃 ‹te-o,› *tʰehos (고대 그리스어: θεός theos, ‘신’)
  - 𐀴𐀪𐀠 ‹ti-ri-po›, *tripos (고대 그리스어: τρίπους tripous, ‘삼각대’)

## 문헌
미케네어 문헌은 LMII기부터 LHIIIB기까지 만들어진, 선문자 B가 새겨진 약 6000점의 점토판과 그릇 조각으로 되어 있다. 선문자 B로 된 기념비나 선문자 B가 아닌 다른 문자로 된 기록은 발견되지 않았다.
만약 카프카니아 조약돌이 기원전 17세기에 만들어진 진품이라면 현전하는 가장 오래된 미케네어 기록이자 그리스어의 가장 오래된 흔적이 되겠지만, 위조품이라 여겨진다.

## 후대의 발달
미케네 그리스어는 미케네 문명의 몰락 이후 쓰이지 않게 되었지만 후대의 그리스어 방언에 흔적을 남겼다. 특히 아르카디아·키프로스 그리스어는 미케네 그리스어와 상당히 가까웠다고 여겨진다. 아르카디아·키프로스 그리스어는 펠로폰네소스반도 중부 아르카디아와 키프로스에서 쓰였던 고대 그리스어 방언이다.
고대 팜필리아에서 쓰였던 팜필리아 그리스어도 아르카디아·키프로스 및 미케네 그리스어와 일부 유사성을 보인다.

### 문헌 내 변이
미케네어 기록의 중심 지역들 모두에서 미케네어는 상당히 일관된 모습을 보이지만, 방언적 변이의 흔적도 조금 드러난다.
- 자음어간 명사의 여격형에 e 대신 i 사용
- *ṇ의 반영으로 o 대신 a를 사용 (예: ‹pe-mo› 대신 ‹pe-ma› < *spermṇ)
- e/i의 교체 (예: ‹te-mi-ti-ja›/‹ti-mi-ti-ja›)

이러한 변이의 존재로부터 에른스트 리슈 (1966)은 선문자 B 기록 내에 방언차가 존재했을 수 있다고 제안했다. 그의 주장에 따르면 점토판 기록에 쓰인 표준어인 “일반 미케네어”와 점토판에 기록을 새긴 각 서기들의 구어체 지역 방언인 “특수 미케네어”를 구분할 수 있다.
따라서 “고유의 글씨체로 알아볼 수 있는 각 서기들은 자신들이 일상에서 사용하는 방언으로 돌아가” 위 예시와 같은 변이형을 사용한 것이다.
그렇다면 미케네 문명 몰락 이후에 표준 미케네어는 더 이상 쓰이지 않게 됐을지라도 각 지역의 방언은 계속 살아남아 마침내 역사 시대의 다양한 그리스어 방언으로 발전했을 것이다.
이러한 이론은 미케네어가 궁정의 기록과 귀족 지배 계급의 공적인 언어로 쓰인 일종의 특수한 코이네어였다는 생각과도 연관되어 있다. 궁정이 몰락한 뒤 문자가 쓰이지 않아 ‘미케네 코이네’가 사용되지 않게 된 뒤에도 그 바탕을 이루는 방언들은 각자의 방식으로 계속 발전해 나갔을 것이다. 이러한 관점은 안토닌 바르토네크가 처음 제시하였다. 레너드 로버트 파머 (1980)와 이브 뒤우 (1985) 같은 언어학자들도 이러한 ‘미케네 코이네’라는 관점을 지지한다. (고고학에서는 ‘미케네 코이네’라는 용어를 이 지역의 물질 문화를 가리키는 말로도 사용한다.) 그러나 선문자 B는 어두 기식이나 모음의 길이 등 방언차가 될 수 있는 여러 특징을 표시할 수 없으므로, 선문자 B의 기록이 일관되다고 해서 그 발음도 일관되었다고 추론할 수는 없다.
독자적인 방언으로서 “특수 미케네어”가 존재했다는 증거에 대한 반박도 있다. 톰슨의 주장에 따르면 리슈가 제시한 증거는 미케네어의 두 가지 방언을 재구할 만한 판단 기준을 충족하지 못한다. 특히, 리슈 이후에 나온 최근의 고문자학적 연구에 따르면 “특수 미케네어” 형태를 일관되게 사용한 서기는 없다고 밝혀졌다. 이러한 일관성의 부재는 소위 “일반 미케네어”와 “특수 미케네어”가 지역방언이나 사회방언적 차이를 나타내지 않음을 시사한다. 만약 그런 방언적 차이가 있었다면 화자 개개인의 언어 간에 집중적으로 차이가 나타났을 테지만, 선문자 B 문헌에서 그런 증거는 찾을 수 없기 때문이다.

## 참고 문헌
- Aura Jorro, Francisco (1985–1993). Diccinario micénico. 2 vols. Madrid: Consejo Superior de Investigaciones Cientificas, Instituto de Filología.
- Bartoněk, Antonin (2003). 《Handbuch des mykenischen Griechisch》. Heidelberg: Carl Winter. ISBN 3-8253-1435-9.
- Chadwick, John (1958). 《The Decipherment of Linear B》. Second edition (1990). Cambridge U]. ISBN 0-521-39830-4.
- Chadwick, John (1976). 《The Mycenaean World》. Cambridge UP. ISBN 0-521-29037-6.
- Palaima, Tom (1988). 《The Scribes of Pylos》. Rome.
- Thompson, Rupert (2006). “Special vs. Normal Mycenaean Revisited”. 《Minos》. 37-38: 337–369.
- Ventris, Michael; Chadwick, John (1953). “Evidence for Greek dialect in the Mycenaean archives”. 《Journal of Hellenic Studies》 73: 84–103. doi:10.2307/628239. JSTOR 628239.
- Ventris, Michael and Chadwick, John (1956). 《Documents in Mycenaean Greek》. Second edition (1973). Cambridge UP. ISBN 0-521-08558-6.

## 추가 문헌
- Bakker, Egbert J., ed. 2010. A companion to the Ancient Greek language. Oxford: Wiley-Blackwell.
- Chadwick, John. 1958. The decipherment of Linear B. Cambridge, UK: Cambridge University Press.
  - 존 채드윅 (2012). 《선형문자 B의 세계: 문자로 살펴본 고대 그리스 문명의 발자취》. 번역 김운한, 김영주. 서울: 사람과책.
- Christidis, Anastasios-Phoivos, ed. 2007. A History of Ancient Greek: From the Beginnings to Late Antiquity. Cambridge, UK: Cambridge University Press.
- Colvin, Stephen C. 2007. A Historical Greek Reader: Mycenaean to the Koiné. Oxford: Oxford University Press.
- Easterling, P. E., and Carol Handley. 2001. Greek Scripts: An Illustrated Introduction. London: Society for the Promotion of Hellenic Studies.
- Fox, Margalit. 2013. The Riddle of the Labyrinth: The Quest to Crack an Ancient Code. 1st edition. New York : Ecco Press.
- Hooker, J. T. 1980. Linear B: An introduction. Bristol, UK: Bristol Classical Press.
- Horrocks, Geoffrey. 2010. Greek: A history of the language and its speakers. 2nd ed. Oxford: Wiley-Blackwell.
- Morpurgo Davies, Anna, and Yves Duhoux, eds. 1985. Linear B: A 1984 survey. Louvain, Belgium: Peeters.
- ––––. 2008. A companion to Linear B: Mycenaean Greek texts and their world. Vol. 1. Louvain, Belgium: Peeters.
- Palaima, Thomas G. 1988. "The development of the Mycenaean writing system." In Texts, tablets and scribes. Edited by J. P. Olivier and T. G. Palaima, 269–342. Suplementos a “Minos” 10. Salamanca, Spain: Consejo Superior de Investigaciones Científicas.
- Palmer, Leonard R. 1980. The Greek language. London: Faber & Faber.
- Ventris, Michael, and John Chadwick. 2008. Documents in Mycenaean Greek. 2nd ed. Cambridge, UK: Cambridge University Press.